# النجم الأولمبي لحلق الوادي والكرم
النجم الأولمبي لحلق الوادي والكرم هو ناد تونسي يضم عدة اختصاصات رياضية أسس سنة 1927 تحت تسمية النادي الأولمبي بالكرم ثم اندمج مع نادي نجم حلق الوادي في جويلية 1968 ليعطي الاسم الحالي للنادي.
الفروع الرياضية:
- كرة السلة، ويوجد هذا بحلق الوادي
- الكرة الطائرة، ويوجد بالكرم
- كرة القدم، وقد لعب النادي خلال الموسم 2006-2007 ضمن الرابطة التونسية المحترفة الأولى. ثم نزل إلى الرابطة التونسية المحترفة الثانية لكرة القدم.

## وصلات خارجية
- صفحة النجم الأولمبي لحلق الوادي والكرم على موقع كوووة.
- الموقع الرسمي للجامعة التونسية لكرة القدم.